# Misao Tamai
Misao Tamai (jap. 玉井 操 Tamai Misao; * 16. Dezember 1903 in Hyōgo; † 23. Dezember 1978) war ein japanischer Fußballspieler.
Tamai wurde 1927 in zwei Spielen bei den Far Eastern Games eingesetzt. Dabei gelang ihm ein Tor gegen die Auswahl Chinas.